# Hino Briska

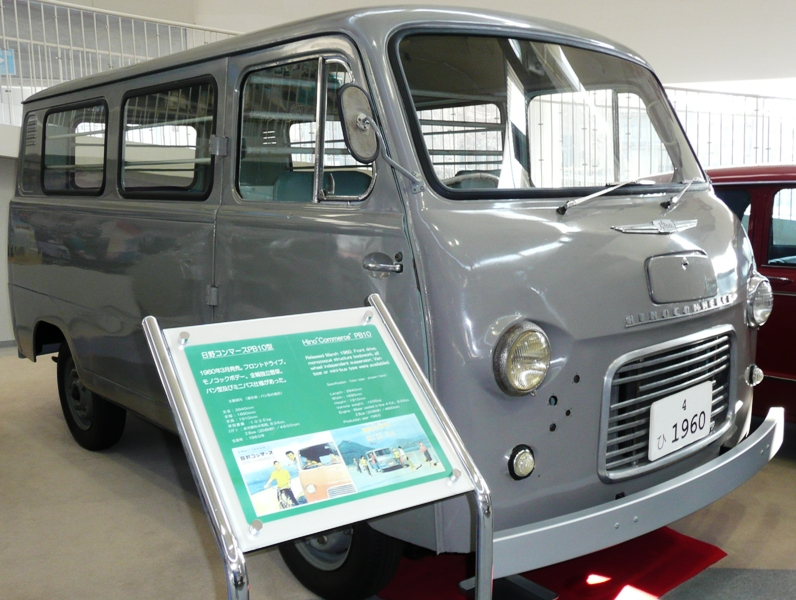
Коммерческий фургон на базе Hino Briska (Hino Commerce)

Hino Briska (яп. 日野・ブリスカ) — среднеразмерный пикап, выпускаемый компанией Hino с апреля 1961 по 1968 год. Вытеснен с конвейера моделью Toyota Hilux.

## Первое поколение (FG; 1961—1965)
Автомобиль Hino Briska был представлен в марте 1961 года в 32 городах Японии. Он получил индекс FG10 и оснащался карбюраторным двигателем внутреннего сгорания Hitachi-Stromberg от автомобиля Renault 4CV. Серийно автомобиль производился с апреля 1961 года.
В марте 1962 года появился автомобиль Hino Briska с удлинённой двойной кабиной под индексом FG20V. Он произведён по контракту с Mitsui Seiki. С сентября 1962 года производился также вариант FG30 (с 1963 года — FG30P/V). Максимальная скорость увеличена с 91 до 100 км/ч.
Всего произведено 33916 экземпляров Briska 900.

## Второе поколение (FH; 1965—1968)
Последнее поколение автомобилей Hino Briska производилось с апреля 1965 года. В 1967 году автомобиль был переименован в Toyota Briska (при сотрудничестве Hino с Toyota). Всего произведено 15036 экземпляров Hino Briska 1300.
С 12 мая 1967 года до окончания производства (март 1968 года) автомобиль Toyota Briska производился под индексом GY10. Также модель производилась в Израиле.